# Svartviktjärnen, Jämtland
Svartviktjärnen är en sjö i Strömsunds kommun i Jämtland och ingår i Ångermanälvens huvudavrinningsområde.